# Куп Црне Горе у фудбалу
Куп Црне Горе у фудбалу, фудбалско је такмичење које се одржава у организацији Фудбалског савеза Црне Горе.
Прво такмичење у Купу одржано је у сезони 2006/07, после званичног формирања државе Црне Горе 3. јуна 2006.
Освајач Купа добија место у првом колу квалификација за Лигу конференције, ако већ није обезбедио место у квалификацијама за Лигу шампиона преко лиге. У том случају финалиста попуњава то место.
До сезоне 2020/21. у Купу су учествовали сви клубови из Прве и Друге лиге, као и финалисти Регионалних купова, а од сезоне 2020/21. је формат промијењен и учествује само 16 клубова, десет из Прве лиге и шест првопласираних из Друге лиге.

## Формат
У Купу учествује укупно 16 клубова, десет клубова који су се такмичиле у Првој лиги Црне Горе током претходне сезоне и шест првопласираних клубова из Друге лиге за претходну сезону. У осмини финала и четвртфиналу игра се по једна утакмица, екипе које су у осмини финала били гости у четвртфиналу су домаћини, а екипе које су у осмини финала били домаћини у четвртфиналу су гости; уколико су обје екипе које играју међусобно у четвртфиналу у осмини финала били домаћини или гости, домаћин је екипа која се прва извуче на жријебу. У случају неријешеног резултата у осмини финала и четвртфиналу, не играју се продужеци, већ се одмах изводе једанаестерци. У полуфиналу, уколико су обје утакмице завршене неријешено или ако су обје екипе оствариле по једну побједу са истом разликом, такође се изводе једанаестерци. У финалу уколико се заврши неријешено прво се играју продужеци, а затим се изводе једанаестерци. Током утакмице дозвољено је пет измјена, док у продужецима може да се изврши и шеста измјена.

## Финалне утакмице Купа Црне Горе
| Сезона   | Датум                                                                                | Победник                                                                             | Резултат                                                                             | Финалиста                                                                            | Стрелци | Стадион                                                                              |
| -------- | ------------------------------------------------------------------------------------ | ------------------------------------------------------------------------------------ | ------------------------------------------------------------------------------------ | ------------------------------------------------------------------------------------ | --- | ------------------------------------------------------------------------------------ |
| 2006/07. | 30. мај 2007.                                                                        | Рудар, Пљевља                                                                        | 2:1 (2:0)                                                                            | Сутјеска, Никшић                                                                     | 1:0 Вранеш (30), 2:0 Луковац (35) 2:1 Међедовић (64) | Стадион под Горицом                                                                  |
| 2007/08. | 7. мај 2008.                                                                         | Могрен Будва                                                                         | 1:1 прод., пен. 7:6                                                                  | Будућност, Подгорица                                                                 | 0:1 Вукчевић (54), 1:1 Зец (84) Пенали : Б. Вукчевић, Н. Вуковић, Ђуришић, И Вуковић, Раичевић и Бечирај (пр.) — М. Божовић Нерић, Пејовић, Радуловић, Глушчевић, Вујовић | Стадион под Горицом                                                                  |
| 2008/09. | 13. мај 2009.                                                                        | Петровац , Петровац на Мору                                                          | 1:0 (0:0) прод.                                                                      | Ловћен, Цетиње                                                                       | 1:0 Ротковић (118) | Стадион под Горицом                                                                  |
| 2009/10. | 19. мај 2010.                                                                        | Рудар, Пљевља                                                                        | 2:1 (2:0)                                                                            | Будућност, Подгорица                                                                 | 1:0 Ранђеловић (49), 2:0 Игумановић (36), 2:1 Столица (83) | Стадион под Горицом                                                                  |
| 2010/11. | 25. мај 2011.                                                                        | Рудар, Пљевља                                                                        | 1:1 (1:1) прод. 2:2, пен. 5:4                                                        | Могрен, Будва                                                                        | 0:1 Ђокај (18 - пенал), 1:1 Влаховић (24), 2:1 Бојић (97), 2:2 Четковић (112) Пенали : Ивановић, Влаховић, Бојић, Аџић — Матић, Јовановић, Татар                          | Стадион под Горицом                                                                  |
| 2011/12. | 23. мај 2012.                                                                        | Челик, Никшић                                                                        | 2:1 (2:0)                                                                            | Рудар, Пљевља                                                                        | 1:0 Дубљевић (10), 2:0 Бојић (34), 2:1 И. Јовановић (47) | Стадион под Горицом                                                                  |
| 2012/13. | 22. мај 2013.                                                                        | Будућност, Подгорица                                                                 | 1:0 (0:0)                                                                            | Челик, Никшић                                                                        | 1:0 Пековић (90+1) | Стадион под Горицом                                                                  |
| 2013/14. | 21. мај 2014.                                                                        | Ловћен, Цетиње                                                                       | 1:0 (0:0)                                                                            | Младост, Подгорица                                                                   | 1:0 Божовић (48) | Стадион под Горицом                                                                  |
| 2014/15. | 20. мај 2015.                                                                        | Младост, Подгорица                                                                   | 1:1 (1:1) прод. 2:1                                                                  | Петровац, Петровац на Мору                                                           | 1:0 Шћепановић (19), 1:1 Кнежевић (27), 2:1 Марковић (106 - аутогол) | Стадион под Горицом                                                                  |
| 2015/16. | 2. јун 2016.                                                                         | Рудар, Пљевља                                                                        | 0:0 прод., пен. 4:3                                                                  | Будућност, Подгорица                                                                 | Пенали : Божовић, Влаховић, Марковић, Радановић — Ђаловић, Распоповић, Мирковић                                                                                           | Стадион под Горицом                                                                  |
| 2016/17. | 31. мај 2017.                                                                        | Сутјеска, Никшић                                                                     | 1:0 (0:0)                                                                            | Грбаљ, Радановићи                                                                    | 1:0 Влаисављевић (72) | Стадион под Горицом                                                                  |
| 2017/18. | 30. мај 2018.                                                                        | Младост, Подгорица                                                                   | 2:0 (0:0)                                                                            | Игало, Игало                                                                         | 1:0 Адровић (54), 2:0 Адровић (57) | Стадион под Горицом                                                                  |
| 2018/19. | 30. мај 2019.                                                                        | Будућност, Подгорица                                                                 | 4:0 (2:0)                                                                            | Ловћен, Цетиње                                                                       | 1:0 Перовић (9), 2:0 Перовић (23), 3:0 Перовић (68), 4:0 Зарубица (90) | Стадион под Горицом                                                                  |
| 2019/20. | Такмичење је прекинуто након четвртфиналних мечева због пандемије ковида 19 у Европи | Такмичење је прекинуто након четвртфиналних мечева због пандемије ковида 19 у Европи | Такмичење је прекинуто након четвртфиналних мечева због пандемије ковида 19 у Европи | Такмичење је прекинуто након четвртфиналних мечева због пандемије ковида 19 у Европи | Такмичење је прекинуто након четвртфиналних мечева због пандемије ковида 19 у Европи                                                                                      | Такмичење је прекинуто након четвртфиналних мечева због пандемије ковида 19 у Европи |
| 2020/21. | 30. мај 2021.                                                                        | Будућност, Подгорица                                                                 | 3:1 (2:1)                                                                            | Дечић, Тузи                                                                          | 1:0 Вучић (3), 2:0 Мијовић (28), 2:1 Пешукић (38), 3:1 Ивановић (90) | Стадион под Горицом                                                                  |
| 2021/22. | 29. мај 2022.                                                                        | Будућност, Подгорица                                                                 | 1:0 (1:0)                                                                            | Дечић, Тузи                                                                          | 1:0 Ћуковић (9) | Стадион под Горицом                                                                  |
| 2022/23. | 29. мај 2023.                                                                        | Сутјеска, Никшић                                                                     | 1:1 (1:1) прод. 1:1, пен. 4:3                                                        | Арсенал, Тиват                                                                       | 0:1 Манојловић (27), 1:1 Сахли (85) Пенали : Матановић, Марковић, Вуковић, Сахли — Д. Бакић, Челебић, Манојловић                                                          | Стадион под Горицом                                                                  |
| 2023/24. | 30. мај 2024.                                                                        | Будућност, Подгорица                                                                 | 2:1 (0:1)                                                                            | Језеро, Плав                                                                         | 0:1 Реџепагић (3), 1:1 Вукотић (50), 2:1 Деспотовић (86) | Стадион под Горицом                                                                  |
| 2024/25. | 29. мај 2025.                                                                        | Дечић, Тузи                                                                          | 1:0 (1:0)                                                                            | Морнар, Бар                                                                          | 1:0 Кајевић (23) | Стадион под Горицом                                                                  |

## Успешност по клубовима
| Клуб         | Победник | Финалиста | Сезона победник                             | Сезона финалиста          |
| ------------ | -------- | --------- | ------------------------------------------- | ------------------------- |
| Будућност    | 5        | 3         | 2012/13, 2018/19, 2020/21, 2021/22, 2023/24 | 2007/08, 2009/10, 2015/16 |
| Рудар        | 4        | 1         | 2006/07, 2009/10, 2010/11, 2015/16          | 2011/12                   |
| ОФК Титоград | 2        | 1         | 2014/15, 2017/18                            | 2013/14                   |
| Сутјеска     | 2        | 1         | 2016/17, 2022/23                            | 2006/07                   |
| Ловћен       | 1        | 2         | 2013/14                                     | 2008/09, 2018/19          |
| Дечић        | 1        | 2         | 2024/25                                     | 2020/21, 2021/22          |
| Челик        | 1        | 1         | 2011/12                                     | 2012/13                   |
| Могрен       | 1        | 1         | 2007/08                                     | 2010/11                   |
| ОФК Петровац | 1        | 1         | 2008/09                                     | 2014/15                   |
| Грбаљ        | 0        | 1         |                                             | 2016/17                   |
| Игало        | 0        | 1         |                                             | 2017/18                   |
| Арсенал      | 0        | 1         |                                             | 2022/23                   |
| Језеро       | 0        | 1         |                                             | 2023/24                   |
| Морнар Бар   | 0        | 1         |                                             | 2024/25                   |